# Vincenzo Catena

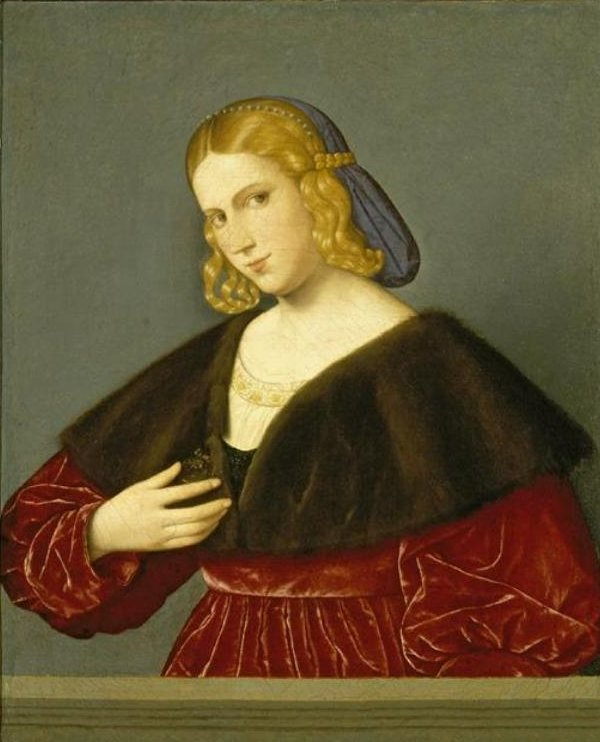
Vincenzo Catena, Ritratto di donna, 1520 circa, El Paso Museum of Art.

Vincenzo Catena, conosciuto anche come Vincenzo di Biagio (Venezia, 1470 circa – 1531), è stato un pittore italiano di scuola veneziana del Rinascimento.

## Biografia
Il suo nome è conosciuto grazie a un'iscrizione sul retro del dipinto di Giorgione Laura. Della sua vita si conosce ben poco. I suoi quadri sono esposti al Louvre e alla National Gallery di Londra.

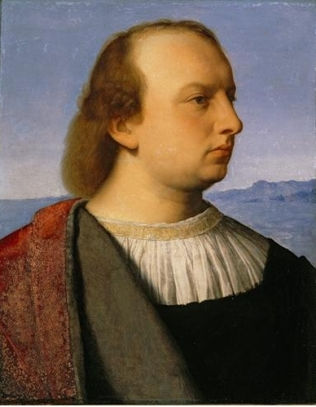
Vincenzo Catena, Ritratto di Giambattista Memmo, 1510 circa, Lowe Art Museum.

La sua prima fase creativa rimase ancorata alla tradizione post-antonelliana quattrocentesca, costituita in misura minore da elementi iconografici belliniani e plasticismi formali derivanti da Cima da Conegliano, ma largamente influenzata dal linguaggio di Alvise Vivarini. Gli esempi migliori di questo periodo furono le Sacre Conversazioni e la Vergine col Bambino e Santi adorata dal doge Leonardo Loredan (1506).

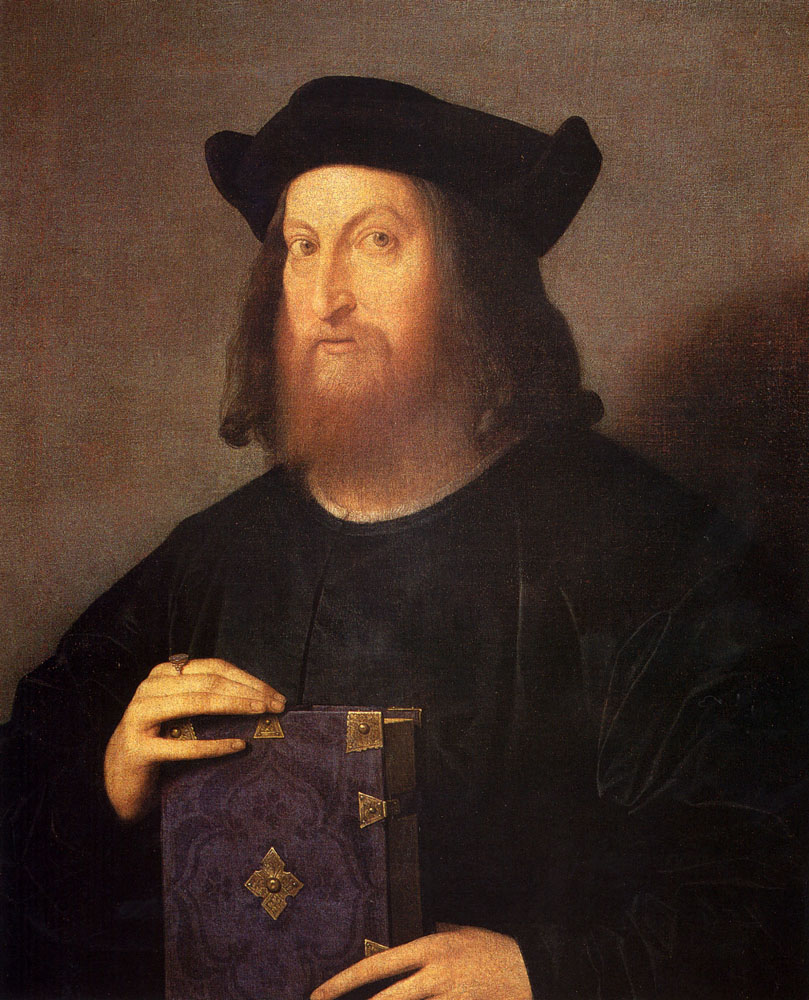
Vincenzo Catena, Ritratto di Gian Giorgio Trissino, 1510, Musée du Louvre.

In un secondo tempo, Catena, grazie anche alle frequentazioni di umanisti come il Bembo ed il Trissino si accostò alle atmosfere artistiche elaborate da Giorgione e Tiziano. Approfittando degli intensi studi sui colori e sulle forme di Palma il Vecchio realizzò alcune opere significative, come la Sacra Conversazione e donatore, il Ritratto di dama e il Ritratto di uomo, caratterizzate da brillantezza cromatica e una geometrica plasticità formale.
Intorno al 1520 Catena soggiornò a Roma, evidenziando l'influenza di Raffaello nella Sacra famiglia con S.Anna e dando inizio alla sua ultima fase artistica, a cominciare dalla celebre Pala di S.Cristina, caratterizzata da un marcato lirismo paesistico. A seguire, Catena dipinse l'Adorazione dei pastori, la Cena in Emmaus, il Ritratto di Giangiorgio Trissino e la Sacra Famiglia adorata da un cavaliere.
Non trascurabile la sua collaborazione con il maestro Giorgione.